# Clinofosinaïta
La clinofosinaïta és un mineral de la classe dels silicats. Rep el nom com a polimorf monoclínic de la fosinaïta.

## Característiques
La clinofosinaïta és un silicat de fórmula química Na₁₂(Ca,Sr)₄(Si₄O₁₂)(PO₄)₄. Cristal·litza en el sistema monoclínic. La seva duresa a l'escala de Mohs és 4.
Segons la classificació de Nickel-Strunz pertany a «09.CF: Ciclosilicats amb enllaços senzills de 4 [Si₄O₁₂]8-, amb anions complexos aïllats» juntament amb els següents minerals: ashburtonita, kainosita-(Y), fosinaïta-(Ce), strakhovita i cerchiaraïta-(Mn).

## Formació i jaciments
Va ser descrita amb les mostres obtingudes en dues muntanyes del massís de Khibini (óblast de Múrmansk, Rússia): el mont Koaixva i el mont Iukspor. També ha estat descrita en una tercera muntanya, propera a les dues colocalitats tipus: el mont Rasvumtxorr. Aquests tres indrets són els únics de tot el planeta on ha estat descrita aquesta espècie mineral.